# Adrityla cucullata
Adrityla cucullata är en mångfotingart som beskrevs av Loomis och Schmitt 1971. Adrityla cucullata ingår i släktet Adrityla och familjen Adritylidae. Inga underarter finns listade i Catalogue of Life.